# Blechnum × caudatum
Blechnum × caudatum là một loài dương xỉ trong họ Blechnaceae. Loài này được Cav. mô tả khoa học đầu tiên năm 1802.